# Phú Thịnh, Yên Sơn
Phú Thịnh là một xã thuộc huyện Yên Sơn, tỉnh Tuyên Quang, Việt Nam.
Xã có diện tích 30,19 km², dân số năm 1999 là 1871 người, mật độ dân số đạt 62 người/km². Là xã thuộc khu vực III của tỉnh Tuyên Quang.

## Hành chính
Xã Phú Thịnh được chia thành 7 thôn. Gồm thôn Bụt, thôn Húc, thôn Đát Trà, thôn Nghẹt, thôn Mỹ Lộc và thôn Trung Thành (được sáp nhập từ thôn Tình Quang và thôn Đèo Bụt)